# Cirilo VII de Constantinopla
Cirilo VII de Constantinopla (em grego: Κύριλλος Ζ΄; 1775 – 1872) foi patriarca ecumênico de Constantinopla entre 1855 e 1860.

## História
Cirilo nasceu em Edirne e, antes de sua eleição, foi bispo metropolitano de Amaseia. Durante seu patriarcado, foi convocada uma reunião de representantes das várias províncias do Patriarcado Ecumênico para propor e ratificar um conjunto geral de regras para o Patriarcado. Cirilo renunciou em 1860 e se retirou para Halki, onde ele morreu em 1872.